# Боан (Француска)
Боан (фр. Boynes) насеље је и општина у централној Француској у региону Центар (регион), у департману Лоаре која припада префектури Питивје.
По подацима из 2004. године у општини је живело 1 082 становника, а густина насељености је износила 70,1 становника/km². Општина се простире на површини од 15,43 km². Налази се на средњој надморској висини од 115 метара (максималној 123 m, а минималној 105 m).

## Демографија
| 1962. | 1968. | 1975. | 1982. | 1990. | 2011. |
| ----- | ----- | ----- | ----- | ----- | ----- |
| 980   | 971   | 1.009 | 963   | 978   | 1.288 |

График промене броја становника у току последњих година